# Oktjabrinas eventyr
Oktjabrinas eventyr (russisk: Похождения Октябрины, translit.: Pochozjdenija Oktjabriny) er en sovjetisk stumfilm fra 1924 instrueret af Grigorij Kozintsev og Leonid Trauberg.

## Medvirkende
- Zinaida Tarakhovskaja - Oktjabrina
- Jevgenij Kumejko - Nepman
- Sergej Martinson
- Antonio Tserep